# Gordius longissimus
Gordius longissimus är en djurart som tillhör fylumet tagelmaskar, och som beskrevs av Römer 1895. Gordius longissimus ingår i släktet Gordius, och familjen Gordiidae. Inga underarter finns listade i Catalogue of Life.